# Марко Футач
Марко Футач (угор. Futács Márkó, нар. 22 лютого 1990, Будапешт) — угорський футболіст, нападник клубу «Залаегерсег».

## Клубна кар'єра
Народився 22 лютого 1990 року в місті Будапешт. Вихованець юнацької команди «Ференцварош», з якої 2006 року потрапив в академію фпанцузького «Нансі». З 2008 року став зплучатись до матчів другої команди.

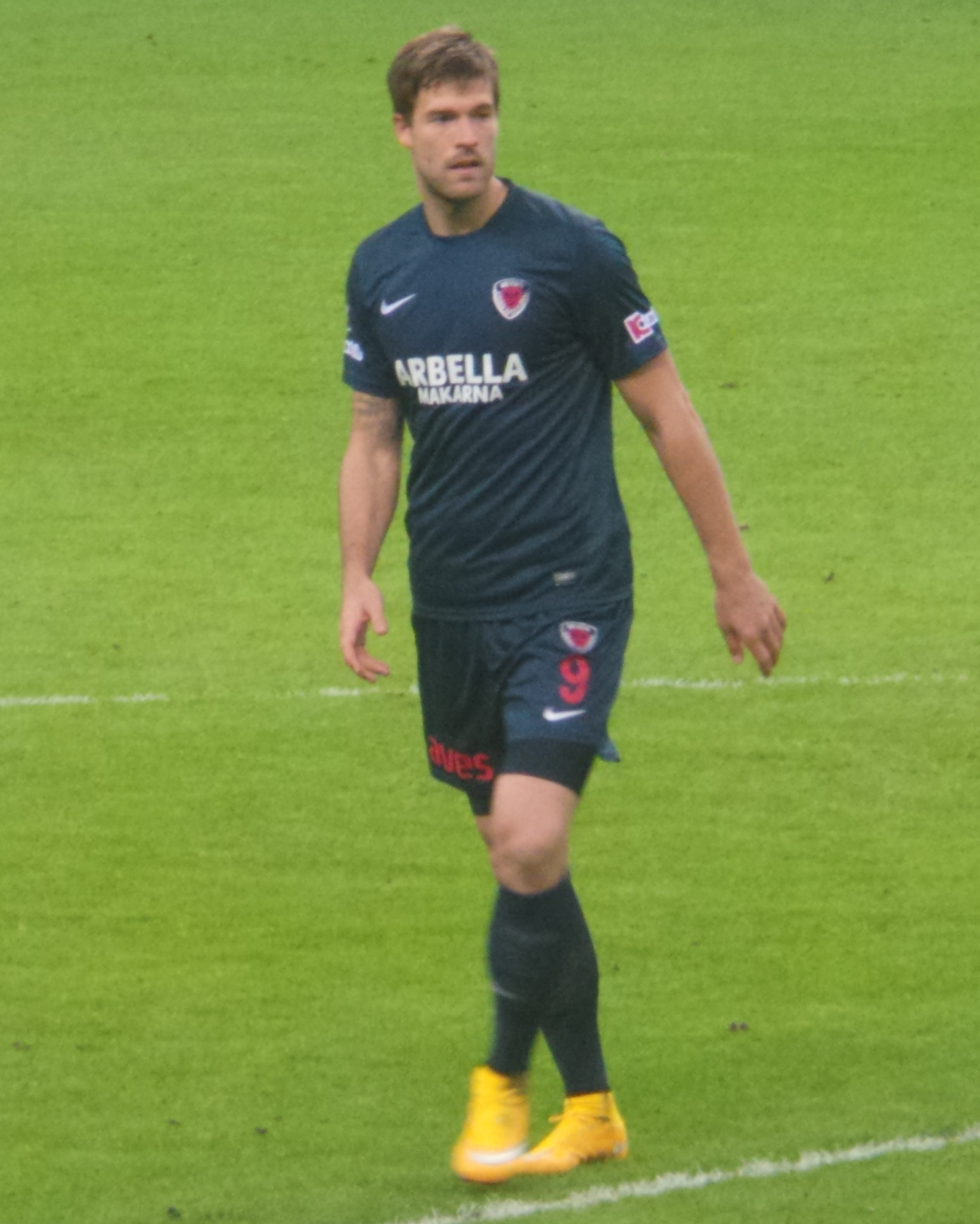
Марко Футач під час виступів за «Мерсін Ідманюрду». 20 грудня 2014 року.

На початку 2009 року підписав контракт з німецьким «Вердером», але і тут виступав здебільшого за другу команду у Третій лізі, хоча і виходив на поле у виграному матчі за Суперкубок Німеччини 2009 року. Тому влітку 2010 гравця було віддано в оренду в «Інгольштадт 04» з Другої Бундесліги, де він провів наступний сезон.
26 серпня 2011 року перейшов у англійський «Портсмут», де провів наступний сезон, зігравши у 29 матчах Чемпіоншипу. Проте клуб зайняв 22 місце і вилетів до третього дивізіону, через що 14 серпня 2012 року перейшов у інший клуб Чемпіоншипу — «Лестер Сіті», але закріпитись в команді не зумів і в подальшому грав на правах оренди за «Блекпул» та «Діошдьйор». У складі угорського клубу став переможцем кубка ліги, у фіналі якого забив вирішальний гол у ворота «Відеотона» (2:1).
У 2014–2016 роках виступав за турецький «Мерсін Ідманюрду», після вильоту якого з Суперліги Футач у липні 2016 року перейшов у хорватський «Хайдук» (Спліт). Відіграв за сплітську команду наступні два сезони своєї ігрової кар'єри. У складі «Хайдука» був одним з головних бомбардирів команди, маючи середню результативність на рівні 0,54 гола за гру першості.
2019 року уклав контракт з клубом «Відеотон», у складі якого провів наступні два роки своєї кар'єри гравця. 
До складу клубу «Залаегерсег» приєднався 2021 року. Станом на 21 червня 2021 року відіграв за клуб з Залаеґерсеґа 16 матчів в національному чемпіонаті.

## Виступи за збірні
2007 року дебютував у складі юнацької збірної Угорщини, взяв участь у 3 іграх на юнацькому рівні, відзначившись 5 забитими голами.
Протягом 2009—2012 років залучався до складу молодіжної збірної Угорщини, разом з якою був учасником молодіжного чемпіонату світу 2009 року, на якому угорці стали бронзовими призерами, а Футач забив один з голів у півфіналі. Всього на молодіжному рівні зіграв у 26 офіційних матчах, забив 12 голів.
5 березня 2014 року дебютував в офіційних матчах у складі національної збірної Угорщини в товариській грі зі збірною Фінляндії. Всього провів у формі головної команди країни 3 матчі.

## Титули і досягнення
- Володар Суперкубка Німеччини (1):

«Вердер»: 2009
- Володар Кубка угорської ліги (1):

«Діошдьйор»: 2013-14
- Володар Кубка Угорщини (1):

МОЛ Віді: 2018-19